# Francisco Duque

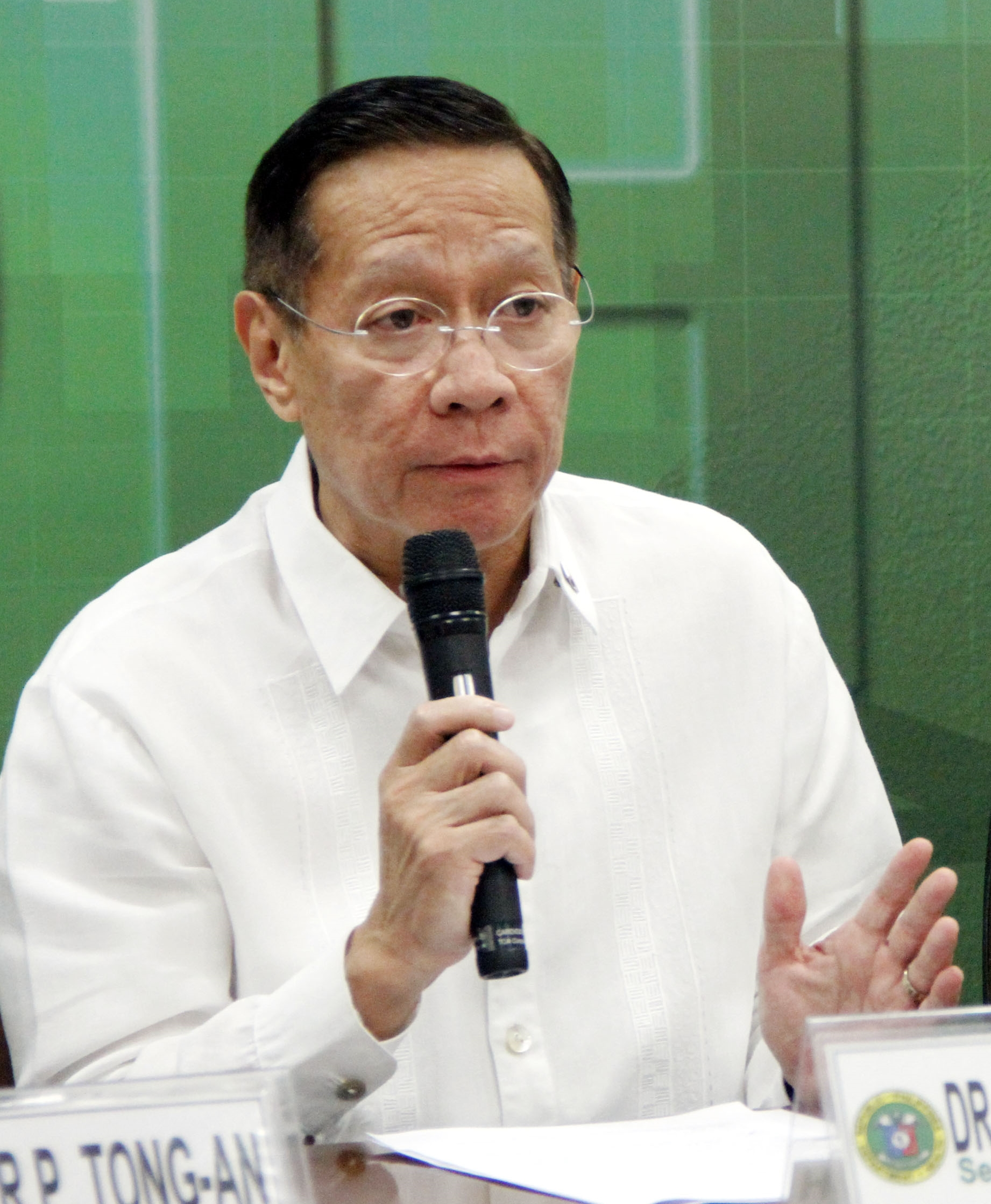
Francisco Duque, 2017

Francisco T. Duque III (* 13. Februar 1957 in Manila) ist ein philippinischer Politiker. Seit 26. Oktober 2017 ist er Gesundheitsminister der Philippinen im Kabinett Duterte.

## Biografie
Nach dem Schulbesuch studierte er Medizin an der University of Santo Tomas und schloss dieses Studium 1982 mit einem Doctor of Medicine (M.D.) ab. Später absolvierte er ein Postgraduiertenstudium der Pathologie an der Georgetown University in Washington, D.C. und beendete dieses 1987 mit einem Master of Science (M.Sc. in Pathology).
Nach seiner Rückkehr auf die Philippinen wurde er 1988 zum Associate Professor an der Fakultät für Medizin und Pathologie der Lyceum Northwestern University LNU berufen und war dort bis 1995 als Hochschullehrer tätig. Zugleich war er zwischen 1989 und 1995 Dekan der Medizinischen Fakultät.
Darüber hinaus war er von 1989 bis 1999 Direktor der University of Pangasinan sowie zwischen 1990 und 1995 Präsident des Pangasinan Medical Center Inc. und von 1990 bis 1997 Präsident der Hochschule für Notfallmedizin und Pflege (Philippine College of Emergency Medicine and Acute Care) des angesehenen Makati Medical Center. Zwischen 1991 und 1998 war er außerdem Verwaltungsdirektor der Lyceum Northwestern University in Dagupan City sowie zugleich von 1991 bis 2000 Vorsitzender und Exekutivvizepräsident der LNU. Zusätzlich war Duque Medizinischer Direktor von Doctor’s Pharmaceutical Inc. von 1996 bis 1999. Danach war er Direktor der Philippine Health Insurance Corp. von 1990 bis 2000.
Am 2. März 2001 wurde er Unterstaatssekretär im Gesundheitsministerium (Department of Health, DOH), gab dieses Amt jedoch am 18. Juni 2001 ab, nachdem er Stellvertretender Vorstandsvorsitzender sowie Präsident und Chief Executive Officer (CEO) der gesetzlichen Krankenversicherung Philippine Health Insurance Corporation (PhilHealth) wurde.
Im Anschluss daran wurde er am 1. Juni 2005 von Präsidentin Gloria Macapagal-Arroyo zum Gesundheitsminister (Secretary of Health) in deren Kabinett berufen. 2010 wurde er durch die bisherige Ministerin für Soziale Wohlfahrt und Entwicklung, Esperanza Cabral, abgelöst.
Francisco Duque III war außerdem in mehreren Organisationen und Institutionen von Dagupan City sowie der Provinz Pangasinan tätig und unter anderem Vorsitzender von Dagupan Sankalinisan, Schatzmeister von Metro Dagupan Civilian Reconstruction Fund Foundation, Vorsitzender des Komitees für Stipendien des Christlichen Vereins Junger Menschen (YMCA) von Pangasinan, Präsident der Dagupan Jaycees Inc., Präsident des Rotary Club of Dagupan East, Stellvertretender Bezirksgouverneur des Rotary International District 3790 sowie Mitglied der Pangasinan Medical Society.
Schließlich war er auch Mitglied mehrerer nationaler Organisationen wie der Pharmaceutical Health Care Association of the Philippines, der Philippine Hospital Association und Philippine Medical Association. Daneben war er Vorstandsvorsitzender der Philippine Social Security Association und Vizepräsident der Stiftung gegen Drogenmissbrauch (Anti-Drug Abuse Foundation) sowie Vorsitzender des Georgetown Clubs der Philippine Foundation Inc.